# تورشتن پالم
تورشتن پالم (سوئدی: Torsten Palm؛ زادهٔ ۲۳ ژوئیهٔ ۱۹۴۷ در کریستینهامن) رانندهٔ سابق مسابقات اتومبیل‌رانی فرمول یک اهل سوئد است که در فصل ۱۹۷۵ در مجموع در دو گراند پری شرکت کرد، اما موفق به کسب هیچ امتیازی نشد.